# La Ville-aux-Bois-lès-Pontavert
La Ville-aux-Bois-lès-Pontavert è un comune francese di 118 abitanti situato nel dipartimento dell'Aisne della regione dell'Alta Francia.
Un cimitero britannico raggruppa le vecchie tombe  dei comuni di Pontavert, ferme-de-la-Pêcherie, Notre-Dame-de-Liesse, Prouvais e Sissonne. Vi riposano le salme di 564 soldati del Regno Unito caduti durante la prima guerra mondiale e un soldato neozelandese caduto durante la seconda.

## Società

### Evoluzione demografica
Abitanti censiti